# Nonapeptid
Nonapeptidy jsou oligopeptidy s molekulou složenou z devíti molekul aminokyselin, které jsou vzájemně propojeny peptidovou vazbou. Stejně jako téměř všechny peptidy jsou nonapeptidy důležitou součástí živých organismů. Často jsou také využívány ve farmacii. 

## Lineární nonapeptidy

Bradykinin - pořadí aminokyselin

V lineárních nonapeptidech jsou jednotlivé aminokyseliny vzájemně propojeny do řetězce prostřednictvím osmi peptidových vazeb.

### Bradykinin

DSIP - pořadí aminokyselin

Bradykinin je jedním z tkáňových hormonů a byl objeven v roce 1948 Brazilcem Maurício Rocha e Silva. Má antihypertenzní účinek, zvyšuje prostupnost cév a vede ke kontrakci hladkých svalů střeva, dělohy a průdušek. Uvolňuje se, když tělo reaguje na trauma nebo zranění. Jsou při tom uvolňovány leukocyty, neboť bradykinin se mimo jiné podílí na pocitu bolesti a zánětu.

### DSIP
DSIP je zkratka pro Delta Sleep Inducing Peptide, což znamená peptid vyvolávající spánek. V roce 1963 švýcarský fyziolog Marcel Monnier zjistil, že je možné přenášet spánek z jednoho králíka na druhého králíka. Za tímto účelem byl u králíka indukován spánek elektrickou stimulací thalamenem a přenesen na jiného králíka výměnou tělesných tekutin. Začalo hledání látky odpovědné za tento přenos a v roce 1976 byl izolován nonapeptid DSIP z mozkové žilní krve králíků. V současnosti je známo, že DSIP peptidy se nacházejí v tělech mnoha savců a chladnokrevných obratlovců. V organismech se podílejí na různých regulačních mechanismech:
- snížení hladin bazálního kortikotropinu
- sekrece luteinizačního hormonu
- snížení úrovně stresu
- v imunitní odpovědi jako imunomodulační faktor nebo protinádorové činidlo
- normalizace krevního tlaku
- potlačení závislosti na alkoholu a opiátech

Fylocaerulein - pořadí aminokyselin

### Fylocaerulein

Teprotid - pořadí aminokyselin

Neuropeptid fylocaerulein (fyllocerulein) byl izolován z kůže žáby Phyllomedusa sauvagei v roce 1969 italským farmakologem Vittoriem Erspamerem. Fylocaerulein je velmi podobný dekapeptidu caeruleinu a vykazuje stejný účinek. Ovlivňuje krevní tlak, přispívá ke kontrakci žlučníku a zvyšuje sekreci žaludeční kyseliny a funkci slinivky břišní.

### Teprotid
V roce 1970 izoloval brazilský farmakolog Sérgio Henrique Ferreirou z jedu zmije Bothrops jararaca peptidy, které měly silný účinek na bradykinin, protože jsou to inhibitory ACE. Jeden z těchto peptidů byl později pojmenován teprotid.

## Cyklické nonapeptidy

Argin-vazopresin - pořadí aminokyselin v kruhu

Cyklické nonapeptidy jsou kruhové peptidy vytvořené devátou peptidovou vazbou. Cyklizace je také možná jinými kovalentními vazbami, jako je disulfidová mostní vazba v oxytocinu a arginin-vazopresinu.

### Arginin vazopresin
V roce 1927 se Oliveru Kammovi a jeho kolegům podařilo izolovat dva extrakty z hypofýzy. Jeden extrakt ukázal aktivity, které jsou typické pro oxytocin a druhý zvýšení krevního tlaku - vazopresin. Kromě vlastnosti zvyšující krevní tlak přispívá arginin-vazopresin k udržení homeostázy (zadržování vody, zvýšení vzrušení ...).

Oxytocin - pořadí aminokyselin v kruhu

O několik let později bylo zjištěno, že existují dvě varianty vazopresinu: arginin-vazopresin, který se nachází u lidí, skotu, ovcí, koní a koček, a lysin-vazopresin, který se nachází u prasat.

### Oxytocin
Britský biochemik Henry Dale v roce 1906 zjistil, že v hypofýze jsou látky, které mimo jiné způsobují kontrakci dělohy. Tak byl objeven neuropeptid oxytocin, který patří k proteohormonům. V roce 1953 byla objevena posloupnost aminokyselin nonapeptidu americkým biochemikem Vincentem du Vigneaudem. Ve stejném roce byl oxytocin vyroben synteticky. Kromě kontrakce dělohy působí oxytocin na sociální interakci mezi matkou a dítětem. Vzhledem ke svému obecnému pozitivnímu vlivu na sociální chování je oxytocin také označován jako altruistický peptid. Kromě toho tento peptid snižuje hladinu krevního tlaku a kortizolu. To může mít sedativní účinek, stejně jako vést k přibývání na váze a zlepšení hojení ran.